# Grewia lutea
Grewia lutea är en malvaväxtart som beskrevs av Arthur Wallis Exell. Grewia lutea ingår i släktet Grewia och familjen malvaväxter. Inga underarter finns listade i Catalogue of Life.